# Kanin (województwo pomorskie)
Kanin (kaszb. Kôninò) – wieś w Polsce, w województwie pomorskim, w powiecie lęborskim, w gminie Nowa Wieś Lęborska.
Do 2023 miejscowość była przysiółkiem wsi Redkowice.
W latach 1975–1998 Kanin administracyjnie należał do województwa słupskiego.
Na północ od wsi znajduje się Niebędzińska Góra.
3 marca 2024 r. w miejscowych zakładach meblarskich wybuchł pożar, który spowodował ich doszczętne zniszczenie.